# Black Dog (wieś)
Black Dog – wieś w Anglii, w hrabstwie Devon, w dystrykcie Mid Devon.